# 盛京时报

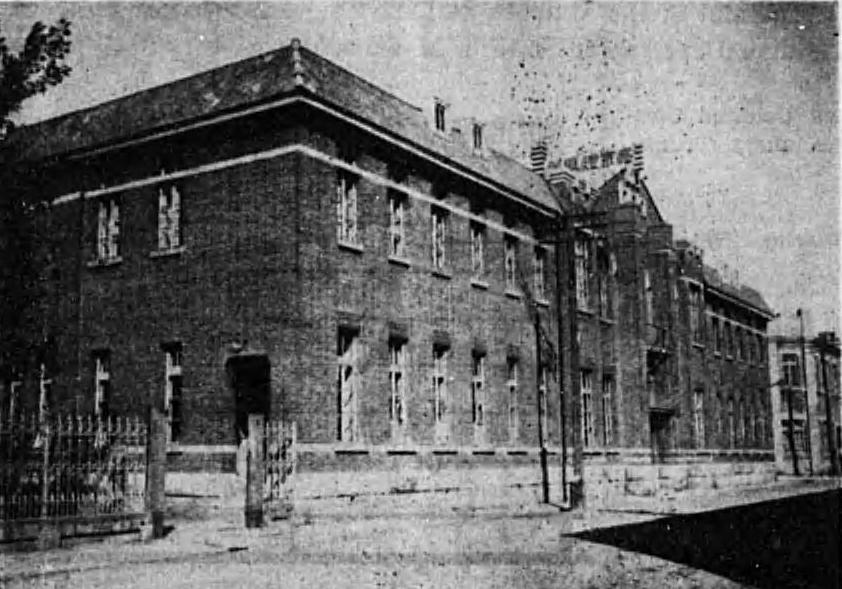
盛京时报报社

盛京时报是日俄战争以后，伴随日本得势于华北而发行的观察中国情势的大报，是日本人在中国东北出版的第一张中文报纸，也是其在华出版时间最长的报纸。《盛京时报》创刊于1906年10月18日:38，1944年9月14日改为《康德新闻》奉天版。1945年8月，随着日本战败投降而停刊。

## 报刊历史
1905年，日本通过日俄战争夺取了沙俄在中国东北南部地区的侵略权益。《盛京时报》便是创始人中岛真雄利用俄国遗留下来的《盛京报》报馆牌子更名而来。据中岛真雄自述，《盛京时报》这个报名是袭用俄国占领奉天时发行的俄文《盛京报》而定的，并请清末进士张元奇（后任奉天民政使）题写报名。《盛京时报》初创时得到了日本驻奉天总领事荻原守一、奉天将军赵尔巽、东三省交涉使陶大均等人的大力支持和认同，致使该报问世不久便在奉天占得市场。 
《盛京时报》初创时社址在奉天城里大东门内龙王庙后身，后迁到小西关高台庙西。1921年，在奉天满铁附属地浪速通隅田町（今沈阳市和平区衡阳街26号）新盖起二层楼，直至停刊。